# Liste getöteter Botschafter
Dies ist eine Liste von Botschaftern und vergleichbarer Diplomaten, die während ihrer aktiven Karriere getötet wurden.

## Galerie

Alexander Gribojedow, russischer Botschafter im Iran
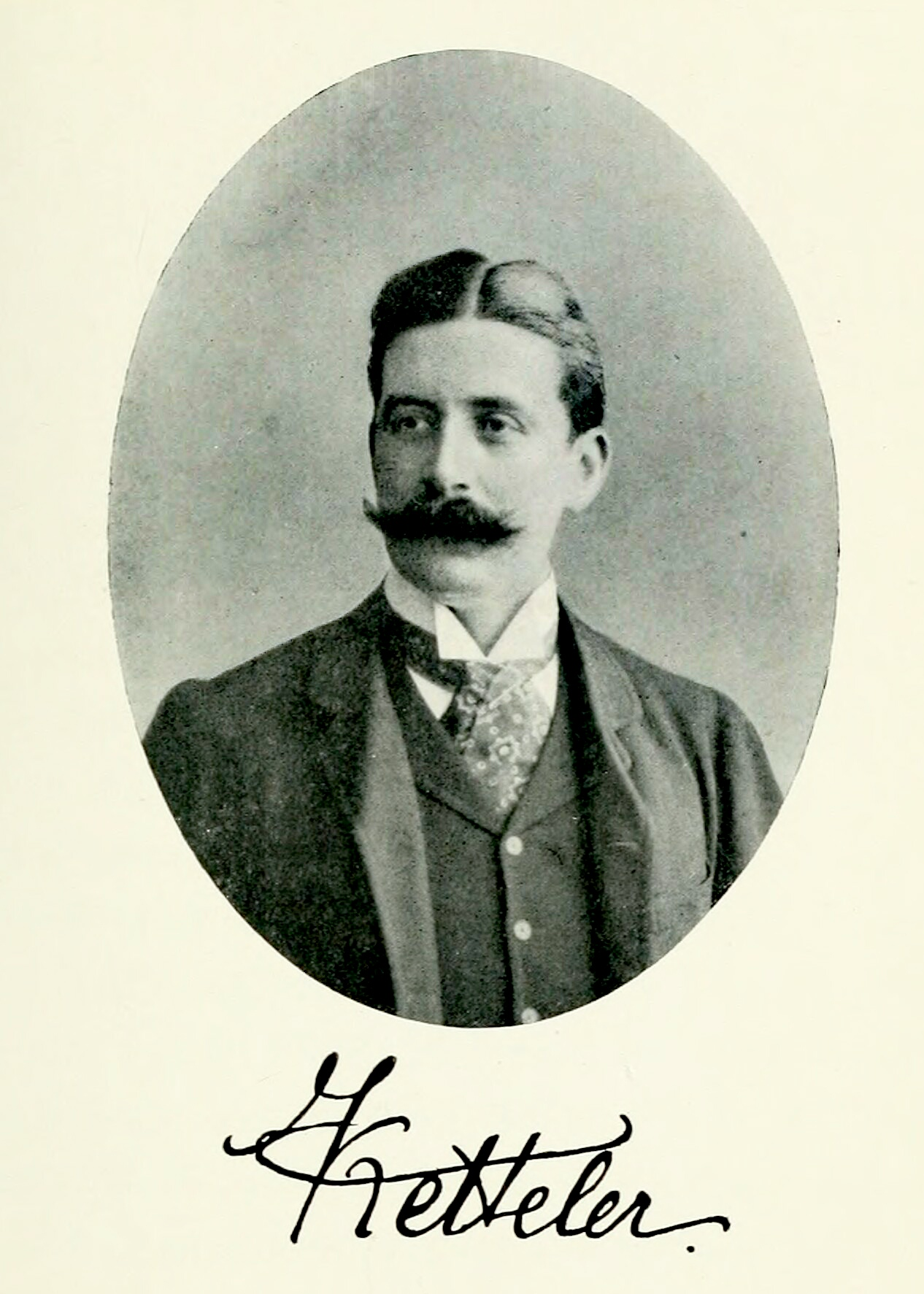
Clemens von Ketteler, deutscher Diplomat in China
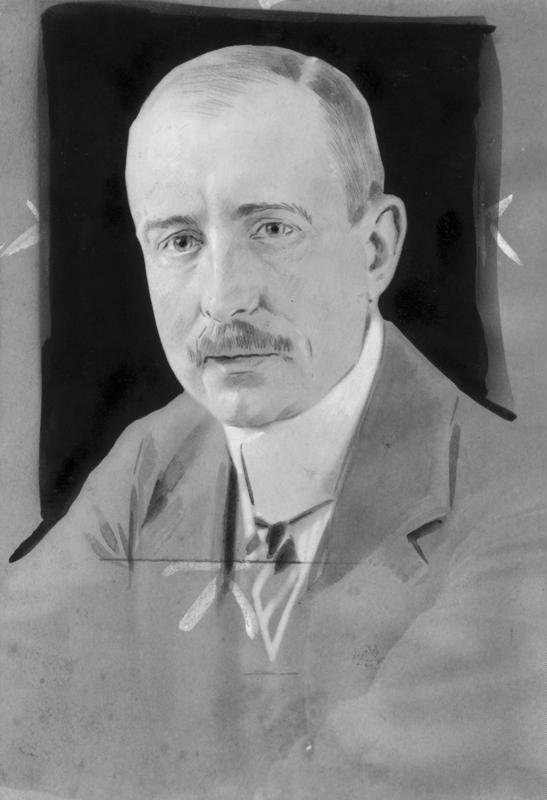
Wilhelm von Mirbach, deutscher Botschafter in Russland
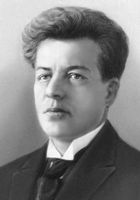
Pjotr Woikow, sowjetischer Botschafter in Polen
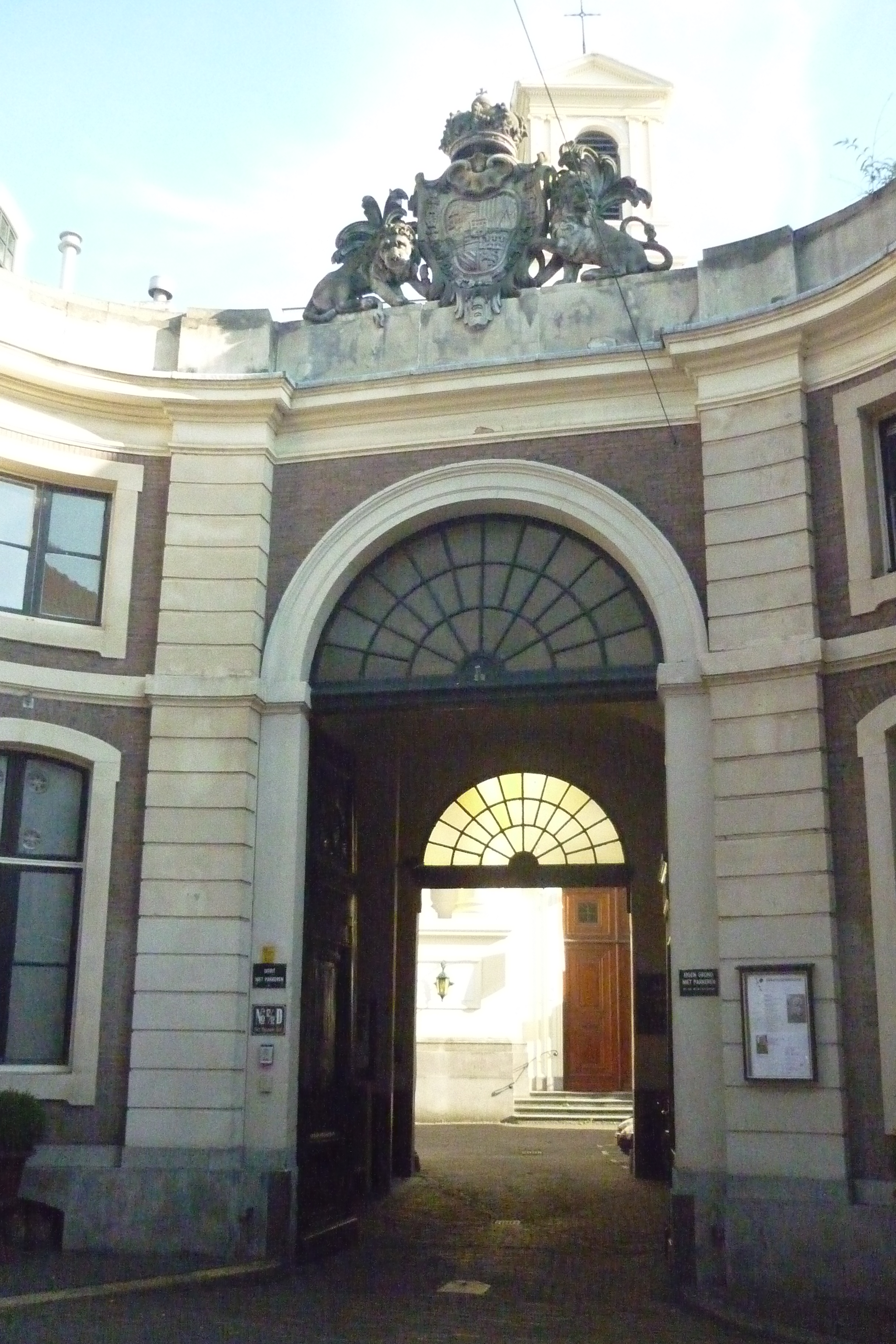
Ort der Ermordung des britischen Botschafters Richard Sykes an der Westeinde in Den Haag
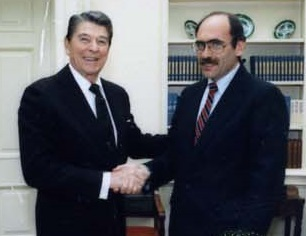
Arnold Lewis Raphel, Botschafter der Vereinigten Staaten in Pakistan
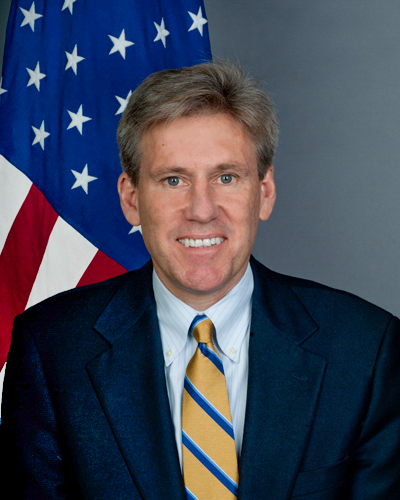
J. Christopher Stevens, Botschafter der Vereinigten Staaten in Libyen, starb beim Bengasi-Anschlag
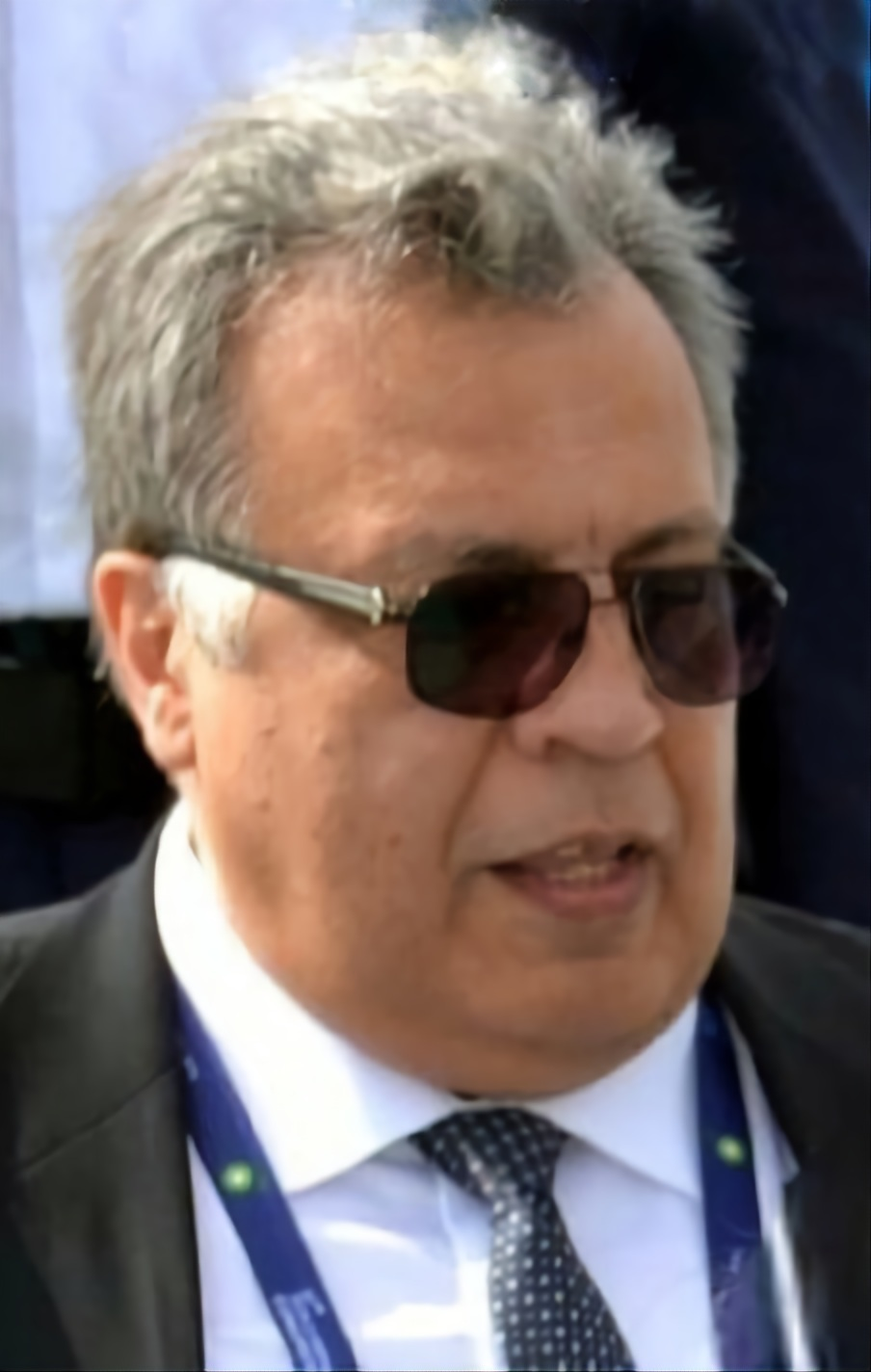
Andrei Karlow, russischer Botschafter in der Türkei, siehe Attentat auf Andrei Karlow

## Liste
| Diplomat/en                                                      | Posten/Funktion                                                    | Sterbeort                         | Staat des Sterbeortes           | Datum              | Umstände |
| ---------------------------------------------------------------- | ------------------------------------------------------------------ | --------------------------------- | ------------------------------- | ------------------ | --- |
| Gesandte von Xerxes I.                                           | Persische Gesandte                                                 | Sparta                            | Sparta                          | 481 v. Chr.        | durch Leonidas I. getötet |
| Gaius Fulcinius, Lucius Roscius, Spurius Antius, Tullus Cloelius | Römische Gesandte                                                  | Fidenae                           | Römische Republik               | 438 v. Chr.        | auf Befehl von Lars Tolumnius getötet |
| mehrere Botschafter von Dschingis Khan                           | Botschafter in Choresmien                                          | Otrar, Urgentsch                  | Choresmisches Reich             | 1218               | Eine mongolische Handelskarawane mit einem Botschafter wurde von Inaltschuk massakriert. Später wurde ein muslimischer Botschafter auf Befehl von Sultan Muhammad II enthauptet. |
| mehrere Botschafter von Hülegü                                   | Botschafter im Sultanat der Ayyubiden und Mamluken                 | Mayyafariqin und heutiges Ägypten | Ayyubiden und Mamluken-Sultanat | 1260               | Ein jakobitischer Priester wurde auf Befehl des ayyubidischen Emirs Al-Kamil Muhammad gekreuzigt. Ein anderer wurde durch oder auf Geheiß von Saif ad-Din Qutuz getötet.         |
| Botschafter von Timur                                            | Botschafter im Mamluken-Sultanat                                   | Damaskus                          | Mamluken-Sultanat               | 1400               | auf Befehl des mamlukischen Vizekönigs Sudun getötet |
| Antonio Rincon                                                   | französischer Botschafter                                          | Rivoli                            | Republik Venedig                | 3. Juli 1541       | vermutlich von kaiserlichen Truppen getötet |
| Antoine Bonnier d’Alco                                           | französischer Botschafter                                          | Rastatt                           | Markgrafschaft Baden            | 28. April 1799     | von ungarischen Husaren getötet |
| Thomas Edward Rowcroft                                           | britischer Botschafter                                             | Lima                              | Peru                            | 7. Dezember 1824   | getötet durch Soldaten von Simón Bolívar |
| Alexander Gribojedow                                             | russischer Botschafter                                             | Teheran                           | Persien                         | 11. Februar 1829   | von iranischen Aufständischen getötet |
| Alexander Burnes                                                 | schottischer Diplomat                                              | Kabul                             | Durrani-Reich                   | 2. November 1841   | von paschtunischen Aufständischen getötet |
| William Hay Macnaghten                                           | britischer Botschafter                                             | Kabul                             | Durrani-Reich                   | 23. Dezember 1841  | auf Befehl von Mohammed Akbar ermordet |
| Walter Plowden                                                   | britischer Botschafter                                             | Gonder                            | Kaiserreich Abessinien          | 13. März 1860      | von einem Anhänger des Warlords Agew Niguse getötet |
| Augustus Raymond Margary                                         | britischer Botschafter                                             | Tengchong                         | Kaiserreich China               | 21. Februar 1875   | |
| Clemens von Ketteler                                             | deutscher Botschafter in China                                     | Peking                            | Kaiserreich China               | 20. Juni 1900      | während des Boxeraufstands getötet |
| Grigori Schtscherbina                                            | russischer Diplomat                                                | Vilâyet Kosovo                    | Osmanisches Reich               | 10. April 1903     | von albanischem Unteroffizier getötet |
| William Horwood Stuart                                           | Vizekonsul der Vereinigten Staaten in Georgien                     | Batum                             | Russisches Kaiserreich          | 20. Mai 1906       | |
| Wilhelm von Mirbach                                              | deutscher Botschafter in Russland                                  | Moskau                            | Sowjetrussland                  | 6. Juni 1918       | von linken Sozialrevolutionären getötet |
| Wazlaw Worowski                                                  | sowjetischer Botschafter                                           | Lausanne                          | Schweiz                         | 10. Mai 1923       | von Maurice Conradi getötet |
| Raiko Daskalow                                                   | Bevollmächtigter bulgarischer Minister                             | Prag                              | Tschechoslowakei                | 23. August 1923    | von der Inneren Mazedonischen Revolutionären Organisation getötet |
| Pjotr Woikow                                                     | sowjetischer Botschafter                                           | Warschau                          | Zweite Polnische Republik       | 7. Juni 1927       | getötet durch Boris Kowerda |
| Ceno Kryeziu                                                     | albanischer Botschafter                                            | Prag                              | Tschechoslowakei                | 26. Juli 1927      | getötet durch Alkibijad Bebi |
| Ernst Eduard vom Rath                                            | deutscher Diplomat                                                 | Paris                             | Dritte Französische Republik    | 9. November 1938   | getötet durch Herschel Grynszpan |
| Henry W. Antheil Jr.                                             | US-amerikanischer Diplomat                                         |                                   | Finnland                        | 14. Juni 1940      | getötet beim Abschuss des Flugzeugs Kaleva durch sowjetische Luftwaffe |
| Walter Guinness, 1. Baron Moyne                                  | britischer Residenzminister für den Nahen Osten                    | Kairo                             | Königreich Ägypten              | 6. November 1944   | durch die Untergrundorganisation Lechi getötet |
| Thomas C. Wasson                                                 | Generalkonsul der Vereinigten Staaten                              | Jerusalem                         | Israel                          | 23. Mai 1948       | |
| Folke Bernadotte                                                 | Vermittler der Vereinten Nationen                                  | Jerusalem                         | Israel                          | 17. September 1948 | getötet durch die Untergrundorganisation Lechi |
| Henry Gurney                                                     | Hoher Kommissar des Vereinigten Königreichs                        | Fraser’s Hill (Sankarakhiri)      | Föderation Malaya               | 6. Oktober 1951    | getötet durch Anhänger der Kommunistischen Partei Malayas |
| Kokkat Sankara Pillai                                            | Erster Sekretär im Hochkommissariat von Indien                     | Ottawa                            | Kanada                          | 19. April 1961     | von einem psychisch instabilen Einwanderer getötet |
| Hasso Freiherr Rüdt von Collenberg                               | Geschäftsträger der Bundesrepublik Deutschland in Vietnam          | Saigon                            | Vietnam                         | 5. Mai 1968        | bei einer Erkundungsfahrt durch das umkämpfte Saigon ermordet |
| John Mein                                                        | Botschafter der Vereinigten Staaten                                | Guatemala-Stadt                   | Guatemala                       | 28. August 1968    | getötet durch die FAR |
| Karl von Spreti                                                  | Botschafter der Bundesrepublik Deutschland in Guatemala            | Guatemala-Stadt                   | Guatemala                       | 4. Mai 1970        | getötet durch die FAR |
| Vladimir Rolović                                                 | jugoslawischer Botschafter                                         | Stockholm                         | Schweden                        | 15. April 1971     | getötet durch den Hrvatski narodni otpor |
| Joaquín Zenteno Anaya                                            | bolivianischer Botschafter                                         | Paris                             | Frankreich                      | 15. April 1971     | getötet durch das Regime von Hugo Banzer |
| Marcel Dupret                                                    | belgischer Diplomat                                                | Skhirat                           | Marokko                         | 10. Juli 1971      | getötet beim Putschversuch von Skhirat |
| Germain Mba                                                      | gabunischer Botschafter                                            | Libreville                        | Gabun                           | 5. November 1971   | getötet durch afrikanische Söldner, angeführt von Bob Denard |
| Mehmet Baydar und Bahadır Demir                                  | türkische Konsuln                                                  | Santa Barbara                     | Vereinigte Staaten              | 27. Januar 1973    | getötet durch Kurken Yanikian |
| Guy Eid, George Curtis Moore und Cleo Noel                       | belgische und US-amerikanische Geschäftsträger                     | Khartum                           | Sudan                           | 2. März 1973       | getötet durch Schwarzer September |
| Rodger Davies                                                    | Botschafter der Vereinigten Staaten                                | Nikosia                           | Zypern                          | 19. August 1974    | getötet durch EOKA-B |
| Heinz Hillegaart                                                 | Botschaftsrat für Wirtschaft in Schweden                           | Stockholm                         | Schweden                        | 24. April 1975     | getötet durch Rote Armee Fraktion bei der Geiselnahme von Stockholm |
| Andreas Baron von Mirbach                                        | Militärattaché der Bundesrepublik Deutschland in Schweden          | Stockholm                         | Schweden                        | 24. April 1975     | getötet durch Rote Armee Fraktion bei der Geiselnahme von Stockholm |
| Daniş Tunalıgil                                                  | türkischer Botschafter in Österreich                               | Wien                              | Österreich                      | 11. Oktober 1975   | getötet durch die Gerechtigkeitskommandos des armenischen Völkermords |
| İsmail Erez                                                      | türkischer Botschafter                                             | Paris                             | Frankreich                      | 24. Oktober 1975   | getötet durch die Armenische Geheimarmee für die Befreiung Armeniens |
| Christopher Ewart-Biggs                                          | Botschafter des Vereinigten Königreichs                            | Dublin                            | Irland                          | 21. Juni 1976      | getötet durch die IRA |
| Carlos Abdala                                                    | uruguayischer Botschafter                                          | Asunción                          | Paraguay                        | 5. November 1976   | getötet durch die Kroatische Revolutionäre Bruderschaft |
| Francis Meloy und Robert O. Waring                               | Botschafter der Vereinigten Staaten                                | Beirut                            | Libanon                         | 16. Juni 1976      | getötet durch die Volksfront zur Befreiung Palästinas |
| Taha Carım                                                       | türkischer Botschafter beim Heiligen Stuhl                         | Rom                               | Italien                         | 9. Juni 1977       | getötet durch die Gerechtigkeitskommandos des armenischen Völkermords |
| Héctor Hidalgo Solá                                              | argentinischer Botschafter                                         | Buenos Aires                      | Argentinien                     | 17. Juli 1977      | wurde vermisst gemeldet (verschwunden) |
| Said Hammami                                                     | Vertreter der PLO                                                  | London                            | Vereinigtes Königreich          | 4. Januar 1978     | angeblich durch die Abu-Nidal-Organisation getötet |
| Elena Holmberg                                                   | Funktionärin in der französischen Botschaft                        | Tigre                             | Argentinien                     | 20. Dezember 1978  | angeblich getötet durch die Argentinische Militärdiktatur |
| Adolph Dubs                                                      | Botschafter der Vereinigten Staaten                                | Kabul                             | Afghanistan                     | 14. Februar 1979   | getötet durch die Settam-e-Melli-Bewegung |
| Richard Sykes                                                    | Botschafter des Vereinigten Königreichs                            | Den Haag                          | Niederlande                     | 22. März 1979      | getötet durch die IRA |
| Gottfried Lessing                                                | Botschafter der Deutschen Demokratischen Republik                  | Kampala                           | Uganda                          | 11. April 1979     | getötet durch die Uganda National Liberation Front |
| Archibald Gardner Dunn                                           | südafrikanischer Botschafter                                       | San Salvador                      | El Salvador                     | 8. Oktober 1980    | getötet durch Vorläufer der FMLN |
| Şarık Arıyak                                                     | türkischer Generalkonsul                                           | Dover Heights                     | Australien                      | 17. Dezember 1980  | getötet durch das Gerechtigkeitskommando des armenischen Völkermords |
| Louis Delamare                                                   | französischer Botschafter                                          | Beirut                            | Libanon                         | 5. September 1981  | getötet durch pro-iranische Auftragsmörder |
| Abdul Razzak Lafta                                               | irakischer Botschafter                                             | Beirut                            | Libanon                         | 15. Dezember 1981  | beim Bombenanschlag auf die irakische Botschaft in Beirut getötet |
| Kemal Arıkan                                                     | türkischer Konsul                                                  | Los Angeles                       | Vereinigte Staaten              | 28. Januar 1982    | von Harry Sassounian und Krikor Saliba getötet |
| Orhan Gündüz                                                     | türkischer Honorarkonsul                                           | Somerville                        | Vereinigte Staaten              | 4. Mai 1982        | getötet durch das Gerechtigkeitskommando des armenischen Völkermords |
| Schlomo Argov                                                    | israelischer Botschafter im Vereinigten Königreich                 | London                            | Vereinigtes Königreich          | 3. Juni 1982       | durch die Abu-Nidal-Organisation getötet |
| Erkut Akbay                                                      | türkischer Verwaltungsattaché                                      | Lissabon                          | Portugal                        | 7. Juni 1982       | getötet durch die Gerechtigkeitskommandos des armenischen Völkermords |
| Galip Balkar                                                     | türkischer Botschafter                                             | Belgrad                           | Jugoslawien                     | 9. März 1983       | getötet durch die Gerechtigkeitskommandos des armenischen Völkermords |
| Dursun Aksoy                                                     | türkischer Verwaltungsattaché                                      | Brüssel                           | Belgien                         | 14. Juli 1983      | getötet durch Asala oder das Gerechtigkeitskommandos des armenischen Völkermords                                                                                                 |
| Lee Gye-cheol                                                    | südkoreanischer Botschafter                                        | Rangun                            | Birma                           | 9. Oktober 1983    | getötet durch nordkoreanische Agenten |
| Ravindra Mhatre                                                  | indischer Diplomat                                                 | Birmingham                        | Vereinigtes Königreich          | 6. Februar 1984    | getötet durch Attentäter der Jammu Kashmir Liberation Front |
| Leamon Hunt                                                      | Direktor des Multinational Force and Observers                     | Rom                               | Italien                         | 15. Februar 1984   | getötet durch die Roten Brigaden |
| Arkadi Katkow                                                    | sowjetischer Konsul                                                |                                   | Libanon                         | 1985               | Tötung infolge einer Geiselnahme |
| Saleh Mehdi Amash                                                | irakischer Botschafter in Finnland                                 | Helsinki                          | Finnland                        | 30. Januar 1985    | getötet durch Agenten der irakischen Baath-Partei |
| Gerold von Braunmühl                                             | Attaché der Bundesrepublik Deutschland                             | Bonn                              | Bundesrepublik Deutschland      | 10. Oktober 1986   | durch die Rote Armee Fraktion getötet |
| William Nordeen                                                  | US-amerikanischer Diplomat                                         | Athen                             | Griechenland                    | 28. Juni 1988      | getötet durch Autobombe des 17. November |
| Pedro Manuel de Aristegui                                        | spanischer Botschafter im Libanon                                  | Beirut                            | Libanon                         | 16. April 1989     | durch Raketenbeschuss getötet |
| Philippe Bernard                                                 | französischer Botschafter                                          | Kinshasa                          | Zaire                           | 28. Januar 1993    | durch einen Querschläger getötet |
| Choe Deok-geun                                                   | südkoreanischer Konsul                                             | Wladiwostok                       | Russland                        | 1. Oktober 1996    | |
| Alfredo Enrique Vargas-Hirsch                                    | venezolanischer Botschafter in Jamaika                             | Kingston                          | Jamaika                         | 6. November 1997   | in seinem Apartment erschossen |
| Kassi Manlan                                                     | Vertreter der WHO                                                  | Tanganjikasee                     | Burundi                         | 20. November 2001  | getötet durch Vertreter von Pierre Buyoya |
| Laurence Foley                                                   | US-amerikanischer Diplomat                                         | Amman                             | Jordanien                       | 28. Oktober 2002   | getötet durch Salem bin Suweid und Yasser Freihat |
| Sérgio Vieira de Mello                                           | Vertreter der Unterstützungsmission der Vereinten Nationen im Irak | Bagdad                            | Irak                            | 19. August 2003    | getötet beim Bombenanschlag auf das Canal Hotel |
| Roger Short                                                      | britischer Generalkonsul                                           | Istanbul                          | Türkei                          | 20. November 2003  | getötet bei den Terroranschlägen in Istanbul 2003 |
| Michael Courtney                                                 | Apostolischer Nuntius in Burundi                                   | Bujumbura                         | Burundi                         | 29. Dezember 2003  | getötet durch Forces Nationales de Libération |
| Ihab el-Sherif                                                   | ägyptischer Botschafter                                            | Bagdad                            | Irak                            | 7. Juli 2005       | Infolge einer Geiselnahme durch Al-Qaida getötet |
| John Granville                                                   | US-amerikanischer Diplomat                                         | Khartum                           | Sudan                           | 1. Januar 2008     | |
| Sultan Amir Tarar                                                | pakistanischer Generalkonsul                                       | Mir Ali                           | Pakistan                        | 23. Januar 2011    | getötet durch Asian Tigers-Miliz |
| Ivo Žďárek                                                       | tschechischer Botschafter in Pakistan                              | Islamabad                         | Pakistan                        | 21. September 2008 | durch Bombenanschlag getötet |
| J. Christopher Stevens                                           | Botschafter der Vereinigten Staaten in Libyen                      | Bengasi                           | Libyen                          | 11. September 2012 | getötet durch Ansar al-Sharia |
| Anne Smedinghoff                                                 | US-amerikanischer Diplomat                                         | Qalati Ghilji                     | Islamische Republik Afghanistan | 6. April 2013      | getötet durch Selbstmordattentäter |
| Jamal al-Jamal                                                   | palästinensischer Botschafter in der Tschechischen Republik        | Prag                              | Tschechien                      | 1. Januar 2014     | durch Bombenanschlag getötet |
| Andrei Karlow                                                    | russischer Botschafter in der Türkei                               | Ankara                            | Türkei                          | 19. Dezember 2016  | getötet durch Mevlüt Mert Altıntaş, siehe Attentat auf Andrei Karlow |
| Kyriakos Amiridis                                                | griechischer Botschafter in Brasilien                              | Nova Iguaçu                       | Brasilien                       | 26. Dezember 2016  | getötet durch Sérgio Moreira |
| Luca Attanasio                                                   | italienischer Botschafter in der Demokratischen Republik Kongo     | Goma                              | Demokratische Republik Kongo    | 22. Februar 2021   | |